# لاسی
لاسی (انگلیسی: Lassi) یک یک نوشیدنی سنتی بر پایه داهی (ماست) که از شبه‌قاره هند سرچشمه می‌گیرد. لاسی ترکیبی از ماست، آب، ادویه و گاهی میوه‌جات است. نمکین نوعی لاسی است که با طعم شور ساخته می‌شود شبیه دوغ است. انواع مختلفی از لاسی در شبه‌قاره هند توزیع می‌شوند.

## آماده‌سازی
لاسی از ترکیب نوعی ماست به شکل کشک مانند (با ماست‌های رایج فرق دارد)، آب و سایر ادویه‌ها درست می‌شود. با این حال، انواع لاسی را می‌توان به روش‌های مختلفی تهیه کرد. زیره و هل رایج‌ترین ادویه‌هایی هستند که به لاسی اضافه می‌شود.
این نوشیدنی هندی در هر سال مصرف می‌شود، با این حال در ماه‌های تابستان محبوب‌ترین بیشتری به زمستان دارد.